# Allocapnia polemistis
Allocapnia polemistis är en bäcksländeart som beskrevs av Ross och William Edwin Ricker 1971. Allocapnia polemistis ingår i släktet Allocapnia och familjen småbäcksländor. Inga underarter finns listade i Catalogue of Life.